# Syria Poletti
Syria Poletti (10 tháng 2 năm 1917 - 11 tháng 4 năm 1991) là một nhà văn người Argentina chuyên về văn học thiếu nhi.

## Cuộc sống cá nhân

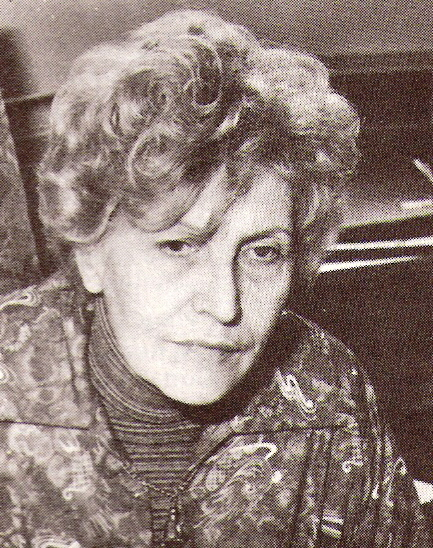

Cha mẹ của Syria Poletti, José Poletti và Juana Pasquali, di cư đến Argentina từ Ý khi bà 9 tuổi, để lại cho bà người phụ trách của bà, người đã hoàn thành vai trò như một người mẹ. Thời niên thiếu, bà sống trong trại trẻ mồ côi. Năm 21 tuổi, bà tốt nghiệp và quyết định đi du lịch đến Argentina, nhưng chứng vẹo cột sống biến dạng mà bà phải chịu là một trở ngại cho việc di cư. Chị gái của bà, Beppina đã đi du lịch tới Buenos Aires và có thể xin được giấy phép, cho phép Syria thực hiện chuyến đi đến đất nước nơi bà sẽ trở thành nhà văn.

## Nghề nghiệp
Từ năm 1939 đến 1944, bà là giám đốc của trường Dante Alighieri ở Cañada de Gómez. Năm 1946, bà tốt nghiệp làm giáo viên và dịch giả, nhận bằng từ Đại học Quốc gia Córdoba.
Sau đó, bà bắt đầu các hoạt động báo chí trên các phương tiện truyền thông quan trọng, và năm 1953 bắt đầu viết truyện cho tờ báo La Nación. Năm 1954, bà xuất bản các bài thơ của Veinte (Twenty Children Poems). Bà cũng đóng góp cho tạp chí Vea y Lea, nơi bà viết truyện ngắn.
Việc xuất bản cuốn tiểu thuyết đầu tiên của bà vào năm 1961, Gente conmigo, đã đạt được thành công lớn. Nó đã nhận được giải thưởng quốc tế Losada và giải thưởng thành phố của Buenos Aires, và được chuyển thể thành phim vào năm 1965 (kịch bản của đạo diễn Jorge Masciángoli, đạo diễn bởi Jorge Darnell). Cuốn tiểu thuyết đã được dịch sang tiếng Đức, tiếng Séc, tiếng Anh và tiếng Ý.
Năm 1965 Poletti đã được trao giải Doncel ở Madrid, cho cuốn truyện ngắn Botella al mar. Với cuốn sách Lịch sử en enjo, bà lại nhận được Giải thưởng Thành phố của Buenos Aires năm 1969. Ngoài ra, bà còn nhận được Dải băng danh dự từ Hội Nhà văn Argentina và Hiệp sĩ lớn của Ngôi sao đoàn kết, được chính phủ Ý trao tặng cho công việc văn hóa của cô ở Ý và Argentina.
Tác phẩm của Poletti thường đối phó với những thách thức mà những người nhập cư Ý phải đối mặt ở vùng nông thôn Argentina và ở Buenos Aires. Cùng với Ernesto Sabato, bà được coi là một trong những nhà văn người Italo-Argentina có ảnh hưởng nhất.

## Tác phẩm đã xuất bản
- 1954 Veinte poemas infantiles.
- 1961 Gente conmigo (tiểu thuyết)
- 1964 Línea de fuego (truyện)
- 1971 Extraño ofnes (Crónicas de una obsesión) (tiểu thuyết) [5]
- 1972 Reportajes supersónicos (sách thiếu nhi)
- 1977 Taller de fantinería
- 1978 El misterio de las valijas verdes (tiểu thuyết thiếu nhi)
- 1981 Amor de alas (tiểu thuyết)
- 1981/1982 El rey que Canció los continos (truyện thiếu nhi), Ediciones de Arte Gaglianone
- 1985 Alelí y el payaso Bum Bum (sách thiếu nhi)
- 1987 Cien cuentos de Syria Poletti (tuyển tập truyện thiếu nhi)
- 1988 Las hadas hacen dedo
- 1989 . . . Y llegarán
- 1991 El khủng de la selva
- 1991 Una ventana a la vida
- 1992 Las siete hermanitas

## Giải thưởng và danh dự
- Giải thưởng quốc tế Losada, 1961
- Giải nhì thành phố, 1962
- Giải nhất thành phố, 1967
- Giải thưởng quốc tế Doncel cho những câu chuyện của trẻ em, Tây Ban Nha, năm 1965
- Giải thưởng IBBY (UNESCO) cho công việc của trẻ em, Đức, năm 1972
- Giải thưởng Sixto Pondal Ríos cho các tác giả được thành lập, 1984
- Giải thưởng của Phòng xuất bản Argentina, 1984
- Giải thưởng của Hiệp hội Đọc sách Argentina, 1984
- Giải thưởng bạch kim Konex cho văn học thiếu nhi, 1984
- Bằng khen (Konex) cho Văn học thiếu nhi, 1984
- Giải thưởng UNESCO, Nhật Bản, 1985
- Sự khác biệt của Cavaliere Ufficiale, được đưa ra bởi chính phủ Ý, 1988 [6]

## liên kết ngoài
- Story "En el principio kỷ nguyên la cal" tại archive.org (tiếng Tây Ban Nha)